# Ъгълът на Хайд Парк
„Ъгълът на Хайд Парк“ (на английски: Hyde Park Corner) е британски документален късометражен ням филм, заснет от режисьора Уилям Фрийзи-Грийн през 1889 година. Кадри от него не са достигнали до наши дни и се смята за изгубен филм.